# Gobemouche pie
Ficedula westermanni
Espèce
Statut de conservation UICN

 LC  : Préoccupation mineure
Le Gobemouche pie (Ficedula westermanni) est une espèce de passereau de la famille des Muscicapidae.

## Répartition
On le trouve au Bangladesh, Bhoutan, en Birmanie, au Cambodge, en Chine, Inde, Indonésie, au Laos, en Malaisie, au Népal, aux Philippines, en Thaïlande et au Vietnam.

## Habitat
Il habite les forêts humides tropicales et subtropicales.